# 钒酸铋
钒酸铋是一种无机化合物，化学式为BiVO4，是一种亮黄色的固体。它是复合无机颜料（简称CICP）的代表。同时，它的光催化性能也令人瞩目。
它在自然界中以稀有的钒铋矿的形式存在。

## 制备
钒酸铋可由氧化铋(III)和五氧化二钒的混合物经过高温煅烧得到。
此外，用硝酸铋和偏钒酸铵在尿素的存在下于90℃左右反应也能得到钒酸铋。

## 用途
钒酸铋在颜料和光催化降解等领域有着广泛的应用。